# سیارک ۲۹۶۵۰
سیارک ۲۹۶۵۰ (به انگلیسی: 29650 Toldy، نامگذاری:1998WR6) بیست و نه هزار و ششصد و پنجاهمین سیارک کشف شده‌است که در ۲۳ نوامبر ۱۹۹۸ کشف شد.